# Gō Tanaka
Gō Tanaka (japanisch 田中 豪, Tanaka Gō; * 6. Oktober 1983 in Sapporo, Hokkaidō) ist ein japanischer Eishockeyspieler, der seit 2010 bei den Tohoku Free Blades in der Asia League Ice Hockey unter Vertrag steht.

## Karriere
Gō Tanaka begann seine Karriere als Eishockeyspieler bei den Seibu Prince Rabbits, für die er von 2006 bis 2009 in der Asia League Ice Hockey aktiv war. Mit den Rabbits wurde er in den Saisons 2006/07 und 2008/09 jeweils Vizemeister, wobei er mit seiner Mannschaft in den Finalspielen jeweils den Nippon Paper Cranes unterlag. Nach drei Jahren in der höchsten asiatischen Profiliga wurde er vom deutschen Zweitliga-Aufsteiger ESV Kaufbeuren verpflichtet, bei dem er einen Einjahresvertrag für die 2. Bundesliga erhielt. In der Saison 2009/10 erzielte er in insgesamt 53 Spielen zehn Tore und gab 20 Vorlagen.
In der Saison 2010/11, welche aufgrund des Tōhoku-Erdbebens vorzeitig beendet wurde, gewann er nach seiner Rückkehr nach Japan als Mannschaftskapitän mit den Tohoku Free Blades, als deren Kapitän er fungiert, erstmals den Meistertitel der Asia League Ice Hockey. In der regulären Saison war er Topscorer und bester Torschütze aller AIHL-Spieler sowie wertvollster Spieler der Liga. 2013 und 2015, als er zum wertvollsten Spieler der Playoffs gewählt wurde, konnte er mit dem aus Hachinohe erneut den AIHL-Titel erringen-

### International
Für Japan nahm Tanaka im Juniorenbereich an den U18-Junioren-Weltmeisterschaften der Division I 2000 und 2001, der U20-Junioren-Weltmeisterschaft der Division II 2002 sowie der U20-Junioren-Weltmeisterschaft der Division I 2003 teil.
Im Seniorenbereich stand er im Aufgebot seines Landes bei den Weltmeisterschaften der Division I 2007, 2008, 2009, 2010, 2012, 2013. als er zum besten Spieler seiner Mannschaft gewählt wurde, 2014, 2015, 2016 und 2017. Seit 2013 ist er Kapitän der japanischen Auswahl. Des Weiteren vertrat er sein Heimatland bei den Qualifikationsturnieren für die Olympischen Winterspiele 2010, 2014 und 2018 sowie bei den Winter-Asienspielen 2007, 2011 und 2017. Bei den Winter-Asienspielen gewann er mit Japan eine Bronze-, eine Silber- und eine Goldmedaille.

## Erfolge und Auszeichnungen
- 2007 Vizemeister der Asia League Ice Hockey mit den Seibu Prince Rabbits
- 2009 Vizemeister der Asia League Ice Hockey mit den Seibu Prince Rabbits
- 2011 Asia League Ice Hockey-Meister mit den Tohoku Free Blades
- 2011 Wertvollster Spieler der Hauptrunde, Topscorer und Torschützenkönig der AIHL
- 2013 Asia League Ice Hockey-Meister mit den Tohoku Free Blades
- 2015 Asia League Ice Hockey-Meister mit den Tohoku Free Blades
- 2015 Wertvollster Spieler der Playoffs der AIHL

### International
- 2007 Goldmedaille bei den Winter-Asienspielen
- 2011 Silbermedaille bei den Winter-Asienspielen
- 2017 Bronzemedaille bei den Winter-Asienspielen

## Statistik
(Stand: Ende der Saison 2015/16)